# Държавен вестник
„Държавен вестник“ (изписване до 1945 година: Държавенъ вѣстникъ) е официално издание на Република България, което се издава от Народното събрание. Има официален и неофициален раздел; в официалния раздел се обнародват законите.

## История
Основан е с Указ №12 от 19 юли 1879 година на княз Александър I Български като официално издание на държавата.:с. 53
Излиза за първи път в София на 28 юли 1879 година (стар стил), първоначално веднъж седмично, а от 1891 година – всеки присъствен ден. През първите 12 години е държавно-информационно издание, като помества официални съобщения, новини и телеграми от чужбина. По-късно започват да се обнародват влезлите в сила нормативни актове – закони, укази, постановления и др., официални документи – конвенции, договори и др., а в неофициалната му част – публикации на различни съдебни институции и др.
Продължава да излиза до 30 ноември 1950 година, когато името е сменено на „Известия на Президиума на Народното събрание“.
От 1963 година е отново „Държавен вестник“ като официален орган на Народното събрание.

## Закон за „Държавен вестник“
В брой 89 от 6 октомври 1995 година е обнародван „Законът за „Държавен вестник“. Законът определя на „Държавен вестник“ статута на официално издание на Република България. Издаването се подготвя и извършва от редакция под контрола на председателя на Народното събрание, който назначава и освобождава главния редактор.
„Държавен вестник“ се издава в редовни броеве всеки вторник и петък от седмицата, когато тези дни са работни. Издават се и извънредни броеве.
В посочени от закона случаи към „Държавен вестник“ може да се издава притурка, обнародването в която има същото правно значение, както и обнародването в „Държавен вестник“.

### Раздели
- В Официалния раздел на „Държавен вестник“ се обнародват актовете, приети от Народното събрание, укази на президента на републиката, решенията на Конституционния съд, постановленията, правилниците и наредбите на Министерския съвет, международните договори на Република България и други.

- В Неофициалния раздел на „Държавен вестник“ се обнародват административни актове на министри и на ръководители на държавни и общински органи, обявления и съобщения на министерства, други ведомства, академии, висши училища и научни институти, общини, призовки на съдилища, съдебни решения, покани за свикване на събрания и други известия.

### Интернет страница
„Държавен вестник“ поддържа интернет страница, достъпът до която е свободен и безплатен.
Официалният и неофициалният раздел се публикуват и в интернет страницата на „Държавен вестник“. При несъответствие между печатното издание и изданието в интернет страницата, правно значение има текстът на печатното издание.
„Държавен вестник“ се публикува в интернет страницата в деня, в който се издава печатното издание.

### Други
Към март 2006 година тиражът на „Държавен вестник“ е около 21 000 броя. Разходите, предвидени за издаването му в бюджета за 2006 са 2,7 милиона лева (8,5% от бюджета на парламента)
.
От 1 юли 2008 година броевете на „Държавен вестник“ могат да се изтеглят директно от сайта на изданието.
В интернет сайта на „Държавен вестник“ обявленията за възлагане на обществени поръчки се обнародват от 1 май 2005 г.